# Coppa del Generalissimo 1972 (hockey su pista)
La Coppa del Generalissimo 1972 è stata la 29ª edizione della principale coppa nazionale spagnola di hockey su pista. Il torneo ha avuto luogo dal 15 maggio all'11 giugno 1972.
Il trofeo è stato vinto dal Barcellona per la quarta volta nella sua storia superando in finale il Reus Deportiu. 

## Risultati

### Ottavi di finale
| Squadra 1      | Totale  | Squadra 2  | Andata | Ritorno |
| -------------- | ------- | ---------- | ------ | ------- |
| Arenys de Munt | 12 - 5  | Reus Ploms | 8 - 2  | 4 - 3   |
| Calafell       | 7 - 9   | Vilanova   | 5 - 4  | 2 - 5   |
| Cerdanyola     | 7 - 8   | Barcellona | 7 - 5  | 0 - 3   |
| Femsa Madrid   | 11 - 14 | Mataró     | 7 - 3  | 4 - 11  |
| Montemar       | 11 - 3  | Vic        | 6 - 0  | 5 - 3   |
| Reus Deportiu  | 17 - 7  | Igualada   | 6 - 5  | 11 - 2  |
| Sentmenat      | 7 - 7   | Voltregà   | 3 - 3  | 4 - 4   |
| Vendrell       | 10 - 6  | Caldes     | 5 - 2  | 5 - 4   |

### Quarti di finale
| Squadra 1 | Totale | Squadra 2      | Andata | Ritorno |
| --------- | ------ | -------------- | ------ | ------- |
| Montemar  | 8 - 16 | Reus Deportiu  | 5 - 5  | 3 - 11  |
| Sentmenat | 8 - 4  | Arenys de Munt | 4 - 1  | 4 - 3   |
| Vendrell  | 10 - 4 | Mataró         | 7 - 2  | 3 - 2   |
| Vilanova  | 1 - 3  | Barcellona     | n.d.   | 1 - 3   |

### Semifinali
Le gare di andata furono disputate il 1º giugno; le gare di ritorno furono disputate il 4 giugno 1972.
| Squadra 1     | Totale | Squadra 2 | Andata | Ritorno |
| ------------- | ------ | --------- | ------ | ------- |
| Barcellona    | 7 - 3  | Vendrell  | 5 - 1  | 2 - 2   |
| Reus Deportiu | 14 - 8 | Sentmenat | 9 - 3  | 5 - 5   |

### Finale
| Sabadell 11 giugno 1972 | Barcellona | 3 – 1 | Reus Deportiu |  |